# Mor Sarusi
Mor Sarusi (hebräisch מור סרוסי; * 1994 in Or Jehuda, Israel) ist eine israelische Schauspielerin.

## Leben und Karriere
Sarusi wurde im Jahr 1994 in Or Jehuda geboren. Sie wuchs in einer religiösen Familie auf. Später zog sie mit ihrer Familie nach Kiryat Ono. In ihrer Schulzeit starb ihr Vater an Krebs. Ihren Wehrdienst machte sie bei der IDF. Zunächst studierte sie an der Reichman-Universität Rechts- und Regierungswissenschaften, brach das Studium jedoch ab, um Schauspiel am Yoram Levinstein Acting Studio in Tel Aviv zu studieren.
Ihr Debüt gab sie 2017 in der Fernsehserie Kadabra. Anschließend spielte sie 2019 in Baalat HaChalomot mit. Von 2020 bis 2024 bekam Sarusi in der Serie Bat HaShoter eine Hauptrolle. 2022 trat sie in dem Kurzfilm A Brush with Death auf.

## Filmografie (Auswahl)
Filme
- 2022: A Brush with Death (Kurzfilm)

Serien
- 2017–2019: Kadabra
- 2020–2024: Bat HaShoter
- 2021: Baalat HaChalomot